# مولوی عبدالحکیم منیب
مولوی عبدالحکیم منیب سیاستمدار اهل افغانستان بود. وی از ۱۸ مارس ۲۰۰۶ تا اوت ۲۰۰۷ والی اروزگان شد.